# 豪格教堂

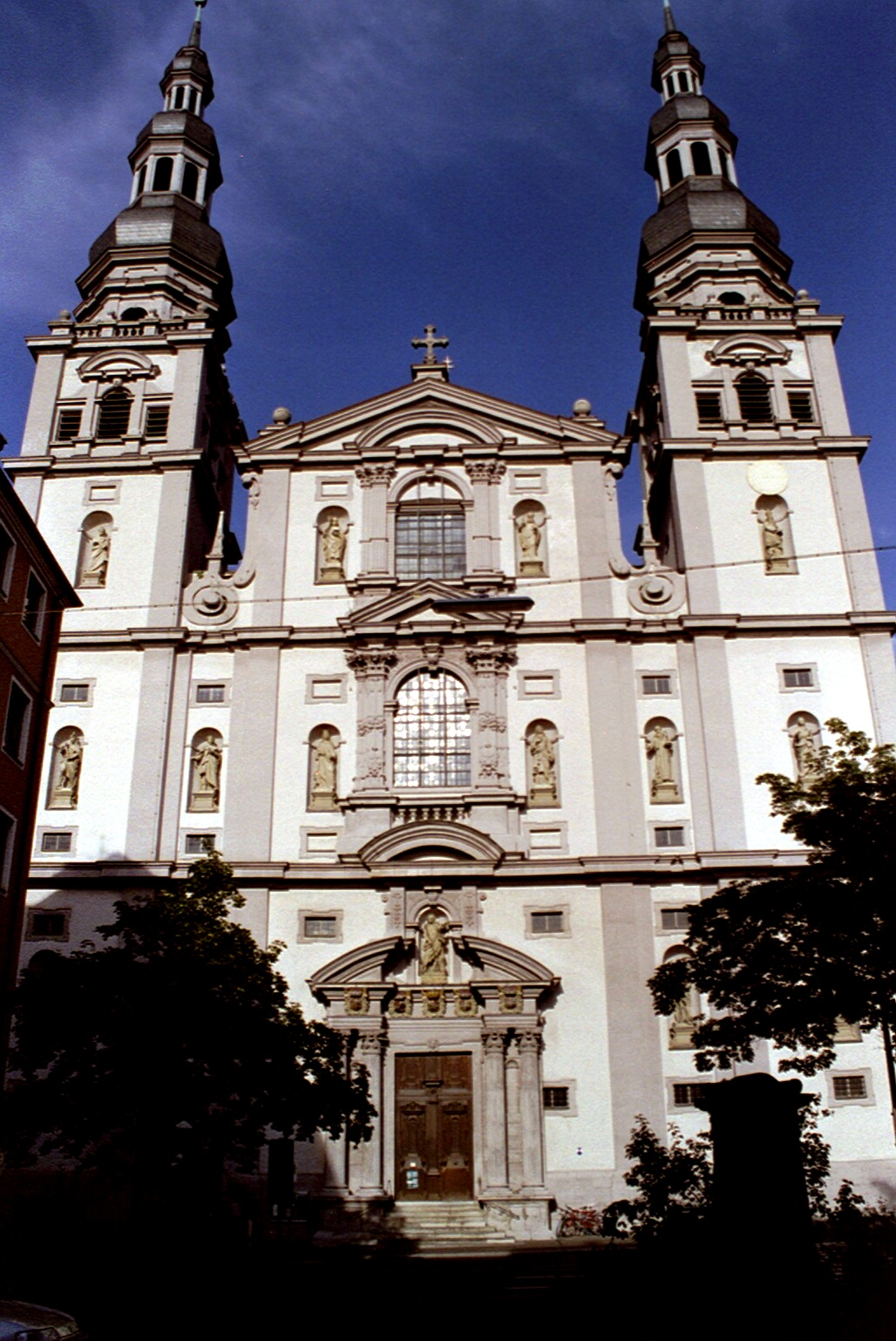
豪格教堂

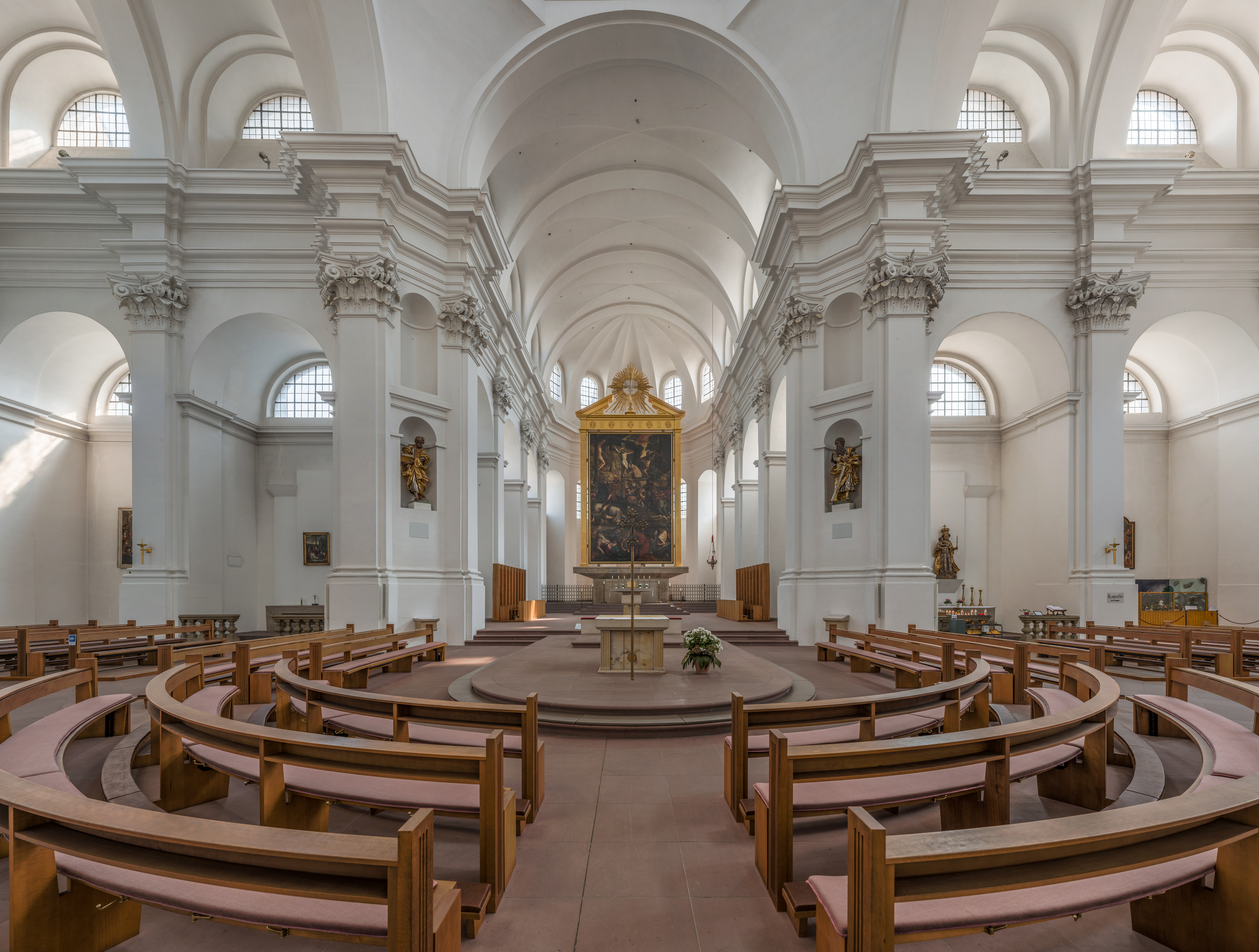
内部

豪格教堂（Kollegiatstift Haug），全名圣若望洗者与圣史若望教堂，是德国巴伐利亚维尔茨堡的一座大型教堂。目前的巴洛克教堂兴建于17世纪，为意大利建筑师安东尼·彼得里尼的作品。穹顶高达60米。 
1803年，在巴伐利亚世俗化过程中，改为本堂区圣堂。 
1945年3月16日，维尔茨堡遭到轰炸，巴洛克式的内部装饰被烧毁。2005年，室内装修全部完成。堂内有三位法兰克圣人（伯克，布鲁诺和瓦格纳）的遗物。祭台装饰为丁托列托的作品。 
在教堂里经常举办管风琴音乐会。 